# American College
American College (Private School... for Girls) è un film del 1983 diretto da Noel Black.

## Trama
Christine Ramsey giace a letto raccontando un romanzo d'amore trash a Betsy, la sua compagna di stanza alla Cherryvale Academy for Girls nel nord della California. Nel frattempo, tre studenti della vicina Freemount Academy for Men, tra cui Jim Green e il suo amico sovrappeso e sciatto Bubba Beauregard, si intrufolano a Cherryvale per sbirciare le ragazze. Jordan Leigh-Jensen, mentre faceva la doccia in quel momento, vede che i ragazzi la stanno scrutando e chiede l'aiuto di Chris e Betsy per scacciarli; i tre ragazzi cadono dal lato dell'edificio. In risposta a essere disturbati, i coinquilini danno fuoco a un sacco di letame di cavallo e lo mettono davanti alla porta di Jordan.
Più tardi quella notte, a un ballo misto, Chris rivela che Jim è il suo ragazzo; mentre la coppia balla, Chris dice a Jim che ha deciso di voler fare l'amore con lui per la prima volta. Dopo un discorso della direttrice Miss Dutchbok, la band suona una canzone lenta mentre Jordan balla da sola e cospira contro Chris. Bubba si intrufola nell'ufficio della direttrice con Betsy per bere e fare sesso; tuttavia, i due vengono colti sul fatto dalla direttrice e dai suoi amici. Il giorno seguente, dopo l'aerobica mattutina e un corso di educazione sessuale, Chris prenota un hotel per lei e Jim.
Dopo un altro periodo di tempo, gli studenti delle due scuole vanno a cavallo insieme. Jordan trotterella oltre il punto in cui Chris e Jim stanno parlando e mostra i suoi seni a Jim. Per vendetta, Betsy ruba la maglia di Jordan, costringendola a cavalcare in topless davanti alla direttrice e agli alunni. Quel fine settimana Jim va a comprare i preservativi, ma viene confuso dal farmacista e finisce per acquistare prodotti per l'igiene dentale; quando Chris va a comprare lei stessa la protezione, viene distratta e alla fine viene vista dalla signorina Dutchbok.
Dopo essersi intrattenuti per un po' coi videogames nella sala giochi, Jim è imbarazzato a parlare romanticamente al telefono con Chris, mentre Jordan giura maggiore vendetta. Durante la notte, Betsy si vendica contro Jordan e la sua compagna di stanza Rita tagliando i punti delle loro uniformi da cheerleader. Il giorno successivo, la coach Whelan afferra accidentalmente la maglia di Jordan e durante un esercizio delle cheerleaders, Rita e l'allenatrice si ritrovano imbarazzate ad esporre il seno alle risate dei compagni di classe ed ai fischi della squadra di football maschile. Come punizione per lo scherzo, un'infuriata signorina Dutchbok confina Jordan, Rita, Betsy e Chris nel campus per una settimana. Quella notte Jim, Bubba ed un altro amico si intrufolano nel dormitorio delle ragazze. Jim viene catturato da Jordan, che lo prende in giro con una bottiglia fredda e lo costringe a farle un massaggio. Nel frattempo, Bubba incontra Betsy per un appuntamento, ma se ne va a fumare una sigaretta prima che facciano sesso. Mentre Bubba è sul davanzale fuori dal bagno di Betsy, scruta nella stanza del dormitorio di Jordan dove Jim la sta massaggiando sul letto. Quando Betsy va a cercarlo, si spaventa e cade dalla sporgenza. Nel frattempo, dopo che Jim ha confessato a Jordan che in realtà è davvero un ragazzo (cosa che lei aveva già capito, pur stando al gioco), la ragazza finge di urlare e lo caccia fuori dalla stanza, portando Chris a scoprire la tresca ed a lasciare la confraternita delle studentesse, imbarazzata e con il cuore spezzato.
Dopo diversi giorni di tentativi infruttuosi di riallacciare i rapporti, Jim chiede al padre di Chris il suo aiuto durante il giorno della visita dei genitori. Dopo che lui e Betsy hanno detto a Chris di riprendersi Jim, lei si convince. Nel frattempo il padre di Jordan fa sesso con la sua nuova matrigna, mentre l'autista Chauncey origlia. Non molto tempo dopo, Miss Dutchbok, che ha scambiato Chauncey per il signor Leigh-Jensen (il padre di Jordan), fa sesso con lui nel retro auto. Bubba e Betsy, tentando nuovamente di appartarsi, salgono sul sedile anteriore ed inavvertitamente accendono gli altoparlanti, facendo in modo che le effusioni tra l'autista e la direttrice fossero udite da tutti i presenti. Dopo aver accertato la responsabilità di Bubba, la signorina Dutchbok si lancia contro di lui: in questo modo l'auto, totalmente fuori controllo, va giù lungo il pendìo e finisce per inabissarsi nella piscina. Chris e Jim poi partono per la loro notte d'amore. I ragazzi non riescono tuttavia a fare sesso quella notte poiché Chris non si trova a proprio agio in hotel e perchè indisposti a causa di cibo e champagne serviti in camera. Dopo la prima delusione, i due trovano l'intesa sulla spiaggia la mattina seguente. Nel frattempo, Bubba inizia a provarci con Jordan, portandola a fargli visita a mezzanotte; quando Betsy li sorprende insieme, va su tutte le furie. Il film si conclude con il giorno della laurea: dopo la proclamazione, le ragazze diplomate della prima fila dapprima intonano un coro, per poi girarsi e mostrare il sedere alla direttrice, la signorina Dutchbok.